# Xenochalepus omogerus
Xenochalepus omogerus là một loài bọ cánh cứng trong họ Chrysomelidae. Loài này được Crotch miêu tả khoa học năm 1873.